# Governatori romani della Dacia

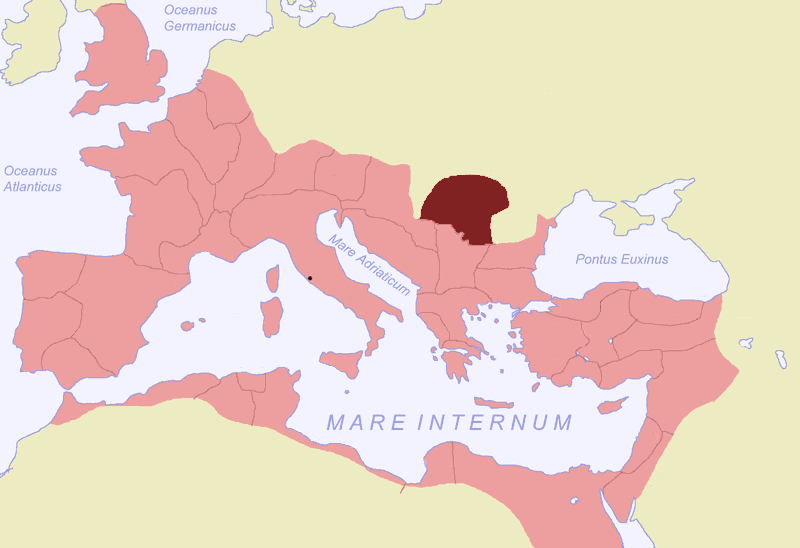
La provincia della Dacia all'interno dell'Impero romano

Questa è la lista dei governatori romani conosciuti delle province delle tre Dacie, localizzata nei moderni stati di Romania, Ungheria e Bulgaria. Sino all'abbandono al tempo dell'imperatore Aureliano, tutti i governatori sono da intendere come Legati Augusti pro praetore.

## Le province daciche
Fu costituita a partire dalla fine del 106, inizi del 107 ed affidata ad un legatus Augusti pro praetore (governatore, ex-console), da cui dipendevano due legatus legionis (comandanti di legione) ed un procurator Augusti finanziario.
In un periodo compreso tra il 119 ed il 127 (sotto l'allora governatore Sesto Giulio Severo), l'imperatore Adriano divise la nuova provincia in due parti, la Dacia superiore e Dacia inferiore (comprendente i territori della Transilvania e dell'Oltenia). Il comando generale era affidato ad un governatore di rango senatorio, che avesse in precedenza ricoperto il ruolo di pretore e alle cui dipendenze stava il legatus legionis della Legio XIII Gemina. Vi erano inoltre nella provincia Superiore un procurator Augusti finanziario e un procurator Augusti ducenario nella provincia Inferiore.
Sotto Marco Aurelio, o forse già Antonino Pio, la provincia fu unificata amministrativamente e militarmente (con il nome di Tres Daciae) ma divisa in tre nuove sotto-province: Dacia Porolissensis con capoluogo Porolissum (vicino a Moigrad, distretto di Sălaj); Dacia Apulensis con Apulum; e Dacia Malvensis con  Malva (localizzazione ignota). Il comando generale fu affidato ad un legatus Augusti pro praetore (governatore, ex-console), da cui dipendevano due legatus legionis (comandanti di legione, di rango senatorio) e tre procuratores Augusti finanziari.
Le tres Daciae avevano tuttavia una capitale comune, Ulpia Traiana Sarmizegetusa, e un'unica assemblea che discuteva gli affari provinciali, comunicava le lagnanze dei malcontenti e calcolava la ripartizione delle tassazioni.
| Evoluzione delle province daciche | Evoluzione delle province daciche      | Evoluzione delle province daciche      | Evoluzione delle province daciche | Evoluzione delle province daciche | Evoluzione delle province daciche | Evoluzione delle province daciche | Evoluzione delle province daciche | Evoluzione delle province daciche | Evoluzione delle province daciche         |                                           |
| --------------------------------- | -------------------------------------- | -------------------------------------- | --------------------------------- | --------------------------------- | --------------------------------- | --------------------------------- | --------------------------------- | --------------------------------- | ----------------------------------------- | ----------------------------------------- |
| prima della conquista romana      | sarmati Iazigi                         | sarmati Iazigi                         | Regno dei Daci                    | Regno dei Daci                    | Regno dei Daci                    | Regno dei Daci                    | Regno dei Daci                    | Regno dei Daci                    | Regno dei Daci                            | Regno dei Daci                            |
| dal 102 al 105                    | Banato inglobato nella Mesia superiore | Banato inglobato nella Mesia superiore | Regno dei Daci                    | Regno dei Daci                    | Regno dei Daci                    | Regno dei Daci                    | Regno dei Daci                    | Regno dei Daci                    | Valacchia inglobato nella Mesia inferiore | Valacchia inglobato nella Mesia inferiore |
| dal 106/107 al 119                | Dacia romana                           | Dacia romana                           | Dacia romana                      | Dacia romana                      | Dacia romana                      | Dacia romana                      | Dacia romana                      | Dacia romana                      | Dacia romana                              | Dacia romana                              |
| dal 119 al 127?                   | Banato ai sarmati Iazigi romano        | Banato ai sarmati Iazigi romano        | Dacia romana                      | Dacia romana                      | Dacia romana                      | Dacia romana                      | Dacia romana                      | Dacia romana                      | Valacchia ai sarmati Roxolani             | Valacchia ai sarmati Roxolani             |
| dal 127? al 156?                  | Banato ai sarmati Iazigi romano        | Banato ai sarmati Iazigi romano        | Dacia superior                    | Dacia superior                    | Dacia superior                    | Dacia superior                    | Dacia inferior                    | Dacia inferior                    | Valacchia ai sarmati Roxolani             | Valacchia ai sarmati Roxolani             |
| dal 156? al 256?                  | Banato ai sarmati Iazigi romano        | Banato ai sarmati Iazigi romano        | Dacia Apulensis                   | Dacia Apulensis                   | Dacia Porolissensis               | Dacia Porolissensis               | Dacia Malvenis                    | Dacia Malvenis                    | Valacchia ai sarmati Roxolani             | Valacchia ai sarmati Roxolani             |
| dal 256? al 271?                  | Banato ai sarmati Iazigi romano        | Banato ai sarmati Iazigi romano        | Dacia Apulensis                   | Dacia Apulensis                   | Tervingi?                         | Tervingi?                         | Dacia Malvenis                    | Dacia Malvenis                    | Valacchia ai sarmati Roxolani             | Valacchia ai sarmati Roxolani             |

## Lista di governatori
| Lista dei Governatori romani delle tre Dacie | Lista dei Governatori romani delle tre Dacie   | Lista dei Governatori romani delle tre Dacie   | Lista dei Governatori romani delle tre Dacie      | Lista dei Governatori romani delle tre Dacie      | Lista dei Governatori romani delle tre Dacie   | Lista dei Governatori romani delle tre Dacie   |
| -------------------------------------------- | ---------------------------------------------- | ---------------------------------------------- | ------------------------------------------------- | ------------------------------------------------- | ---------------------------------------------- | ---------------------------------------------- |
| Anno                                         | Dacia                                          | Dacia                                          | Dacia                                             | Dacia                                             | Dacia                                          | Dacia                                          |
| 102-105/106?                                 | Gneo Pinario Emilio Cicatricula Pompeo Longino | Gneo Pinario Emilio Cicatricula Pompeo Longino | Gneo Pinario Emilio Cicatricula Pompeo Longino    | Gneo Pinario Emilio Cicatricula Pompeo Longino    | Gneo Pinario Emilio Cicatricula Pompeo Longino | Gneo Pinario Emilio Cicatricula Pompeo Longino |
| 106-107/109?                                 | Giulio Sabino?                                 | Giulio Sabino?                                 | Giulio Sabino?                                    | Giulio Sabino?                                    | Giulio Sabino?                                 | Giulio Sabino?                                 |
| 106/109-110/111                              | Decimo Terenzio Scauriano                      | Decimo Terenzio Scauriano                      | Decimo Terenzio Scauriano                         | Decimo Terenzio Scauriano                         | Decimo Terenzio Scauriano                      | Decimo Terenzio Scauriano                      |
| 112-113                                      | Avidio Nigrino                                 | Avidio Nigrino                                 | Avidio Nigrino                                    | Avidio Nigrino                                    | Avidio Nigrino                                 | Avidio Nigrino                                 |
| 114-114                                      | Quinto Bebio Macro                             | Quinto Bebio Macro                             | Quinto Bebio Macro                                | Quinto Bebio Macro                                | Quinto Bebio Macro                             | Quinto Bebio Macro                             |
| 117/118                                      | Gaio Giulio Quadrato Basso                     | Gaio Giulio Quadrato Basso                     | Gaio Giulio Quadrato Basso                        | Gaio Giulio Quadrato Basso                        | Gaio Giulio Quadrato Basso                     | Gaio Giulio Quadrato Basso                     |
| Anno                                         | Dacia superiore                                | Dacia superiore                                | Dacia superiore                                   | Dacia superiore                                   | Dacia inferiore                                | Dacia inferiore                                |
| 119/120-127                                  | Gneo Minucio Faustino Sesto Giulio Severo      | Gneo Minucio Faustino Sesto Giulio Severo      | Gneo Minucio Faustino Sesto Giulio Severo         | Gneo Minucio Faustino Sesto Giulio Severo         | ...                                            | ...                                            |
| 127-132                                      | Ti. Claudius [...]                             | Ti. Claudius [...]                             | Ti. Claudius [...]                                | Ti. Claudius [...]                                | ...                                            | ...                                            |
| 127-132                                      | Egnatius [...]                                 | Egnatius [...]                                 | Egnatius [...]                                    | Egnatius [...]                                    | ...                                            | ...                                            |
| 132-135                                      | Gneo Papirio Eliano Emilio Tuscillo            | Gneo Papirio Eliano Emilio Tuscillo            | Gneo Papirio Eliano Emilio Tuscillo               | Gneo Papirio Eliano Emilio Tuscillo               | ...                                            | ...                                            |
| 135-139                                      | Gaio Giulio Basso                              | Gaio Giulio Basso                              | Gaio Giulio Basso                                 | Gaio Giulio Basso                                 | ...                                            | ...                                            |
| 139-141/142                                  | Lucio Annio Fabiano                            | Lucio Annio Fabiano                            | Lucio Annio Fabiano                               | Lucio Annio Fabiano                               | ...                                            | ...                                            |
| 141/142-144                                  | Quinto Mustio Prisco                           | Quinto Mustio Prisco                           | Quinto Mustio Prisco                              | Quinto Mustio Prisco                              | ...                                            | ...                                            |
| ?144/146-146/148                             | Publio Orfidio Senecione                       | Publio Orfidio Senecione                       | Publio Orfidio Senecione                          | Publio Orfidio Senecione                          | ...                                            | ...                                            |
| 148-150/151                                  | Gaio Curzio Giusto                             | Gaio Curzio Giusto                             | Gaio Curzio Giusto                                | Gaio Curzio Giusto                                | ...                                            | ...                                            |
| 150/151-153                                  | Marco Sedazio Severiano                        | Marco Sedazio Severiano                        | Marco Sedazio Severiano                           | Marco Sedazio Severiano                           | ...                                            | ...                                            |
| 152-156?                                     | Lucio Giulio Proculo oppure Calpurnio Giuliano | Lucio Giulio Proculo oppure Calpurnio Giuliano | Lucio Giulio Proculo oppure Calpurnio Giuliano    | Lucio Giulio Proculo oppure Calpurnio Giuliano    | ...                                            | ...                                            |
| 156/157-158                                  | Marco Stazio Prisco Licinio Italico            | Marco Stazio Prisco Licinio Italico            | Marco Stazio Prisco Licinio Italico               | Marco Stazio Prisco Licinio Italico               | ...                                            | ...                                            |
| 159-161/162                                  | Publio Furio Saturnino                         | Publio Furio Saturnino                         | Publio Furio Saturnino                            | Publio Furio Saturnino                            | ...                                            | ...                                            |
| Anno                                         | Dacia Porolissensis                            | Dacia Porolissensis                            | Dacia Apulensis                                   | Dacia Apulensis                                   | Dacia Malvensis                                | Dacia Malvensis                                |
| 161/162-164?                                 | ...                                            | ...                                            | P.Calpurnio Proculo Corneliano                    | P.Calpurnio Proculo Corneliano                    | ...                                            | ...                                            |
| 164?-168?                                    | ...                                            | ...                                            | Tiberio Giulio Flaccino oppure Calpurnio Giuliano | Tiberio Giulio Flaccino oppure Calpurnio Giuliano | ...                                            | ...                                            |
| 166?-169?                                    | ...                                            | ...                                            | Sesto Calpurnio Agricola                          | Sesto Calpurnio Agricola                          | Macrino Avito                                  | Macrino Avito                                  |
| 169-170                                      | Marco Claudio Frontone                         | Marco Claudio Frontone                         | Marco Claudio Frontone                            | Marco Claudio Frontone                            | Macrino Avito? poi M.Claudio Frontone          | Macrino Avito? poi M.Claudio Frontone          |
| 170-172?                                     | ...                                            | ...                                            | Sesto Cornelio Clemente                           | Sesto Cornelio Clemente                           | ...                                            | ...                                            |
| 172-174/175?                                 | ...                                            | ...                                            | Lucio Tusidio Campestre                           | Lucio Tusidio Campestre                           | ...                                            | ...                                            |
| 174/175-177?                                 | ...                                            | ...                                            | Lucio Emilio Caro                                 | Lucio Emilio Caro                                 | ...                                            | ...                                            |
| 177/178?                                     | ...                                            | ...                                            | Gaio Arrio Antonino                               | Gaio Arrio Antonino                               | ...                                            | ...                                            |
| 178-179                                      | ...                                            | ...                                            | Publio Elvio Pertinace                            | Publio Elvio Pertinace                            | ...                                            | ...                                            |
| 179-182                                      | ...                                            | ...                                            | Gaio Vettio Sabiniano Giulio Ospite               | Gaio Vettio Sabiniano Giulio Ospite               | ...                                            | ...                                            |
| 180-183?                                     | Pescennio Nigro (?)                            | Pescennio Nigro (?)                            | ...                                               | ...                                               | ...                                            | ...                                            |
| 183-185                                      | ...                                            | ...                                            | Lucio Vespronio Candido Sallustio Sabiniano       | Lucio Vespronio Candido Sallustio Sabiniano       | ...                                            | ...                                            |
| 185?-193                                     | ...                                            | ...                                            | C. C[...] Hasta                                   | C. C[...] Hasta                                   | ...                                            | ...                                            |
| 190?-192/193?                                | ...                                            | ...                                            | Pollieno Auspice                                  | Pollieno Auspice                                  | ...                                            | ...                                            |
| 192/194?–195                                 | ...                                            | ...                                            | Quinto Aurelio Polo Terenziano                    | Quinto Aurelio Polo Terenziano                    | ...                                            | ...                                            |
| 194/195–197?                                 | ...                                            | ...                                            | Publio Settimio Geta                              | Publio Settimio Geta                              | ...                                            | ...                                            |
| 198–208?                                     | ...                                            | ...                                            | Erennio Gemelliano                                | Erennio Gemelliano                                | ...                                            | ...                                            |
| 200–201 ca.                                  | ...                                            | ...                                            | Lucio Ottavio Giuliano                            | Lucio Ottavio Giuliano                            | ...                                            | ...                                            |
| 202–204 ca.                                  | ...                                            | ...                                            | Lucio Pomponio Liberale                           | Lucio Pomponio Liberale                           | ...                                            | ...                                            |
| 205?                                         | ...                                            | ...                                            | P.? Mevius Surus                                  | P.? Mevius Surus                                  | ...                                            | ...                                            |
| 205-209                                      | ...                                            | ...                                            | Cl(audius?) Gallus                                | Cl(audius?) Gallus                                | ...                                            | ...                                            |
| 208                                          | ...                                            | ...                                            | Gaio Giulio Massimino                             | Gaio Giulio Massimino                             | ...                                            | ...                                            |
| 211/212                                      | ...                                            | ...                                            | [...] Postumus                                    | [...] Postumus                                    | ...                                            | ...                                            |
| 212/213-214/215?                             | ...                                            | ...                                            | Lucio Mario Perpetuo                              | Lucio Mario Perpetuo                              | ...                                            | ...                                            |
| 214/215?-217                                 | ...                                            | ...                                            | Gaio Giulio Septimio Castino                      | Gaio Giulio Septimio Castino                      | ...                                            | ...                                            |
| 217/218                                      | ...                                            | ...                                            | Marcio Claudio Agrippa                            | Marcio Claudio Agrippa                            | ...                                            | ...                                            |
| 233?-235                                     | ...                                            | ...                                            | Iasdio Domiziano                                  | Iasdio Domiziano                                  | ...                                            | ...                                            |
| 235?-236?                                    | ...                                            | ...                                            | M.? Cuspidio Flaminio Severo                      | M.? Cuspidio Flaminio Severo                      | ...                                            | ...                                            |
| 237?-238                                     | ...                                            | ...                                            | Quinto Giulio Liciniano?                          | Quinto Giulio Liciniano?                          | ...                                            | ...                                            |
| 241?-243?                                    | ...                                            | ...                                            | D. Simonio Proculo Giuliano                       | D. Simonio Proculo Giuliano                       | ...                                            | ...                                            |

Sono di incerta collocazione un certo M. Veracilius Verus (al tempo dell'imperatore Commodo oppure all'inizio del III secolo) e un certo [...] Ianuarius [...], intorno al volgere del II/III secolo.